# Ibrahima N'Diaye (football)
Pour les articles homonymes, voir Ibrahima N'Diaye et Ndiaye.
Ibrahima N'Diaye ou Ibrahima Nadiya, né le 11 mars 1983 à Dakar, est un footballeur international qatari de nationalité sénégalaise . Il est attaquant.

## Biographie
Formé au RC Lens, il fait trois apparitions en équipe première entre 2002 et 2004, à chaque fois en tant que remplaçant. À la fin de la saison 2003-2004, il n'est pas conservé par le RC Lens à la suite d'un désaccord avec le club concernant son contrat. Annoncé comme possible recrue de l'AC Ajaccio alors qu'il continuait le football en amateur avec le FC Epinay-sous-Sénart, il finit par rallier le Qatar et le club d'Umm Salal SC.
Il passe la majorité de sa carrière professionnelle au Qatar. Entre 2009 et 2010, il est sélectionné en équipe nationale,. En mars 2011, il rejoint le club qatari d'Al-Khor, où il se distingue en inscrivant deux buts dès son premier match, quelques jours à peine après son transfert.

## Statistiques
- 2 matches en D1
- Premier match en D1 : le 18 janvier 2003, Lens - Sedan (4-0).